# سفارة الولايات المتحدة في كوريا الجنوبية
سفارة الولايات المتحدة في كوريا الجنوبية هي أرفع تمثيل دبلوماسي لدولة الولايات المتحدة لدى كوريا الجنوبية. تقع السفارة في سول وهي تهدف لتعزيز المصالح الأمريكية في كوريا الجنوبية.

## وصلات خارجية
- الموقع الرسمي
- قائمة سفارات الولايات المتحدة
- قائمة السفارات في كوريا الجنوبية